# Autzen Stadion
Az Autzen Stadion (angolul: Autzen Stadium) az Oregon Ducks amerikaifutball-csapatának otthona az Amerikai Egyesült Államok Oregon államának Eugene városában. Az 1967-ben átadott létesítmény hivatalos befogadóképessége 54 ezer fő, de az átlagos nézőszám megközelíti a hatvanezer főt. 2011. október 15-én a Ducks 60 055 néző előtt játszott az Arizona State Sun Devilsszel.
Ez az állam legnagyobb sportcsarnoka. 1970-ben a San Francisco 49ers 26 238 néző előtt 23–7-re legyőzte a Denver Broncost. 2016. július 24-én itt játszott az Inter a Paris SG ellen.
A Grateful Dead 1978 és 1994 között tízszer adott koncertet itt.

## Története
1957 előtt az amerikaifutball-mérkőzéseket a Hayward Sportpályán játszották, de az elavult létesítményt kinőtték, ezért Leo Harris edző kampányt indított egy új stadion építésére az 1950-es években ezen célra vásárolt területen.
A 2,3 millió dolláros, kilenc hónapig tartó építkezés kivitelezője a Skidmore, Owings & Merrill volt. Mivel a létesítmény egy hulladéklerakóra épült, nem kellett rámpákat építeni. A névadó Thomas J. Autzen fia, Thomas E. Autzen a családi alapítvány nevében negyedmillió dollárt adományozott.
Az első mérkőzést 27 500 néző előtt 1967. szeptember 23-án játszották, amikor 13–17-re kikaptak a Colorado Buffaloes ellen. Az Oregon State Beavers elleni mérkőzéseket (Civil War) egyik évben itt, másik évben a Reser Stadionban játsszák.
2011. december 2-án itt rendezték meg a Pac-12 Conference első bajnokságát.

### Játékfelület
A pálya burkolatát 1969-ben természetes gyepről AstroTurf műfűre cserélték és kiépítették a világítást. 1976-ban a burkolatot felújították, 1984-ben és 1991-ben pedig a homokalapú OmniTurfre cserélték. 2001-ben NeXturfre cserélték a felületet, de az vizesen túl csúszóssá vált, ezért egy szezon után leváltották. 2002-ben a felületet FieldTurfre cserélték, amit 2010-ben felújítottak.
A pálya közepe eredetileg harminc centiméterrel magasabban volt, mint a szélek, de 2010-ben vízszintbe hozták.

### Felújítások

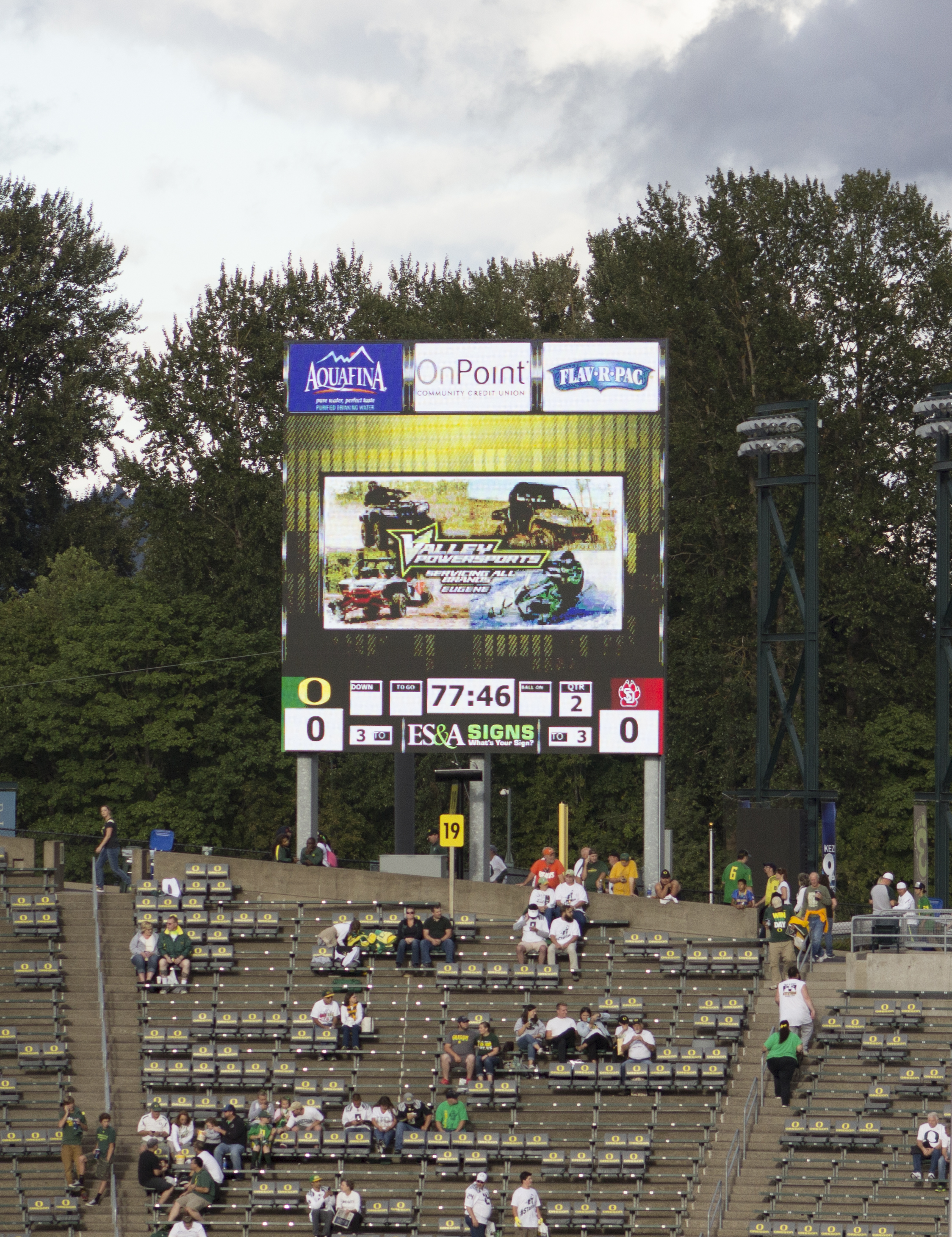
Kivetítő

1982-ben 650 ezer dolláros beruházás keretében átadták a Donald Barker klubházat, aminek névadó ünnepségét a szeptemberi szezonnyitó mérkőzésen tartották.
1985-ben felmerült a stadion befedése, azonban az új adótörvények miatt ezt elvetették. 1988-ban az Ellerbe Becket 2,3 millió dollárért az északi oldali sajtópáholyokat VIP-lelátóvá alakította át, és a déli oldalon újakat alakított ki. 1995-ben a pálya felvette Rich Brooks edző nevét. 2002-ben kilencvenmillió dollárból megnövelték a stadion befogadóképességét.
2007-ben a külső homlokzatra egy sárga O betűt helyeztek. 2008-ban a korábbi eszköz helyett egy 10×26 méteres kivetítőt és eredményjelzőt (becenevén DuckVision 2.0) helyeztek ki.
2010-ben a műfűre felfestették a Pac-12 Conference logóját és felújították a pálya körüli palánkot. 2014-ben felújították az eredményjelzőt és a hangosítást, a büfékhez 150 monitort helyeztek ki, valamint GSM-jelerősítőket építettek ki. A pálya körüli palánkon új ábrák jelentek meg.
2020-ban az egyetemi amerikai futball történetének legnagyobb, 57×20 méteres kivetítőjét építették ki, melynek másik oldalán a bejárat felé néző kisebb, 14×8 méteres kijelző található.

### ESPN College GameDay
Az ESPN College GameDay tévéműsorát 2008 és 2014 között, valamint 2018-ban és 2022-ben közvetítették az Autzenből. A Ducks összesen 28 közvetítésben szerepelt.

## Zaj
A stadion kis alapterülete miatt a szurkolók közel vannak a pályához, és zajuk felerősödik. 2002 előtt a tetőről visszaverődő hang miatt még zajosabb volt, de az egyetem szerint a jövőbeli felújítások alkalmával is figyelmet fordítanak majd a zajvédelemre. A 2007. október 27-ei mérkőzésen 127,2 decibel zajt mértek.
Lloyd Carr edző és Lee Corso, az ESPN műsorvezetője szerint az Autzen a leghangosabb stadion, ahol valaha jártak. A The Sporting News szerzője 2006-ban az ország legmegfélemlítőbb sportcsarnokának nevezte.
Keith Jackson, az ABC műsorvezetője szerint alapterülete alapján „a bolygó leghangosabb stadionja”. Jahvid Best quarterback szerint az Autzen az egyetlen létesítmény, ahol játék közben hallotta a szurkolókat, és ez idegesítette. 2014-ben Mike Griffin sportkommentátor az egyetemet mesterséges hangkeltetéssel vádolta, ami hozzájárult győzelmükhöz.

## Szokások
1990 óta Don Essig, a stadion kommentátora minden mérkőzés előtt bemondja, hogy „Az Autzenben soha nem esik az eső!”, amit a szurkolók elismételnek. Az időjárás-előrejelzések néha záporokat jeleznek, és esetleg esik is, de Essig szerint ez „enyhe szitálás” vagy „folyékony napfény” és nem eső. A Party zóna tógás jelenetére utalva a mérkőzések harmadik harmadának végén eléneklik az Isley Brothers Shout című dalát.
A mérkőzések kezdete előtt lejátsszák a Kenny Wheatonnak a Washington Huskies elleni 2014-es pontszerzését („The Pick”), utána pedig a kabala (The Oregon Duck) motorkerékpárral a pályára hajt és elénekli a csapatindulót (Mighty Oregon).
A Ducks pontszerzésekor megszólal egy mozdonykürt, a kabala pedig a csapat összes pontjával megegyező számú fekvőtámaszt végez.

## Film
A sportcsarnok a Party zóna című film fiktív Faber Stadionjának helyszíne.

## Fordítás
- Ez a szócikk részben vagy egészben  az   Autzen Stadium című angol Wikipédia-szócikk ezen változatának fordításán alapul.  Az eredeti cikk szerkesztőit annak laptörténete sorolja fel. Ez a jelzés csupán a megfogalmazás eredetét és a szerzői jogokat jelzi, nem szolgál a cikkben szereplő információk forrásmegjelöléseként.